# سیارک ۲۵۰۷۳
سیارک ۲۵۰۷۳ (به انگلیسی: 25073 Lautakshing، نامگذاری:1998QM94) بیست و پنج هزار و هفتاد و سومین سیارک کشف شده‌است. که در ۱۷ اوت ۱۹۹۸ کشف شد.
قدر مطلق سیارک برابر ۱۴.۱ است.